# Айфельский диалект
Айфельский диалект (нем. Eifeler Mundarten) — диалект немецкого языка, распадающийся на две части: в южной части Айфеля речь близка к мозельско-франкским диалекатам и имеет отчётливые сходства с люксембургским языком; на севере айфельский переходит в рипуарские диалекты, обнаруживая совпадения с кёльнским и ахенским.
Различия между диалектом севера и юга имеются как в фонетике, так и в грамматике. Второе передвижение прошло лишь частично и следы его выражены слабо. С юга на север осуществляется переход g → j. Например, Goden Dach, wie geht et? (Бекоф) → Joden Dach, wie jed et? (Ёзлинг).